# Altja

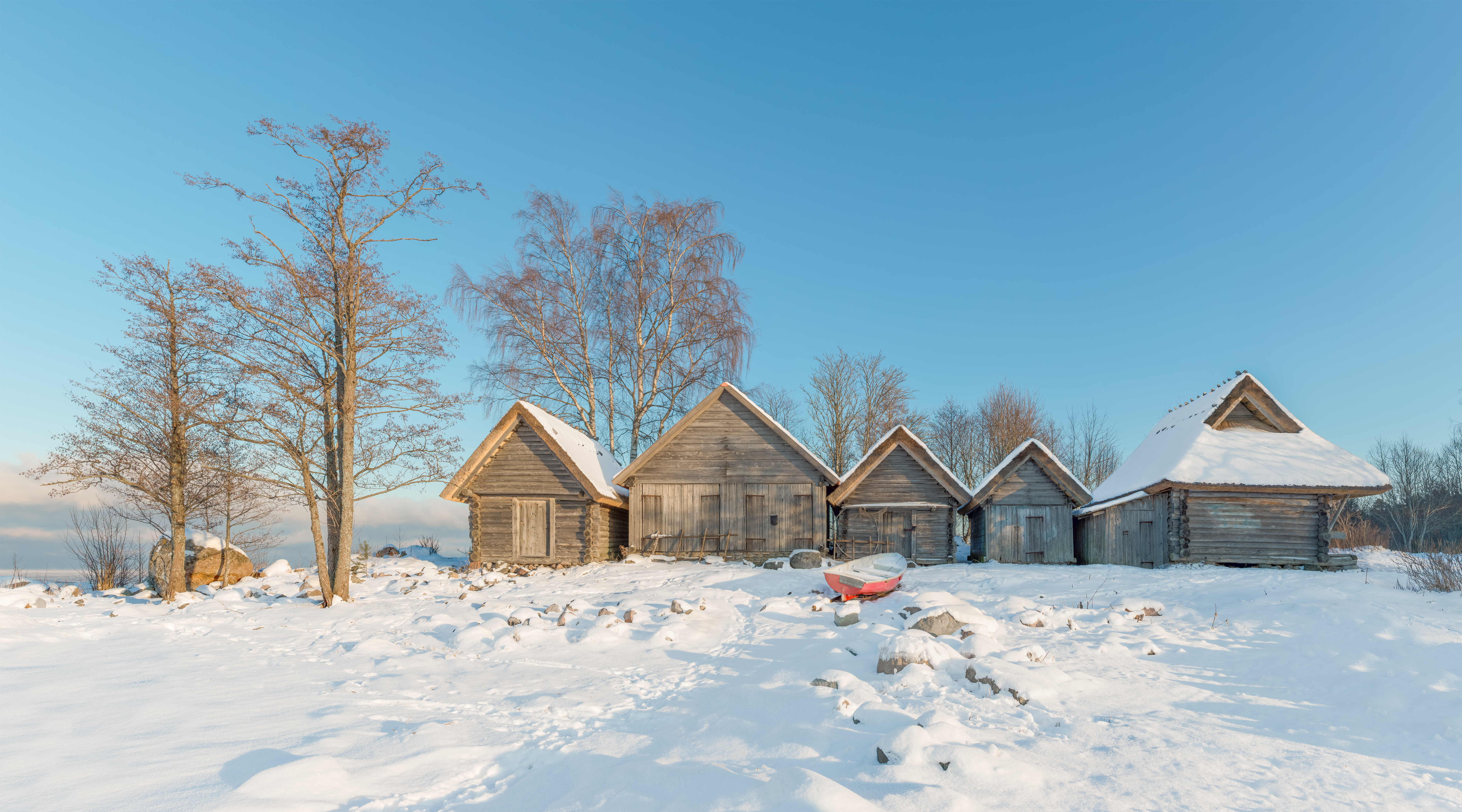
Båthus i Altja

Altja är en liten fiskeby med cirka 20 invånare i Lahemaa nationalpark i Lääne-Virumaa, Estland. Altja by ligger vid Finska viken mitt i Lahemaa urskogar. Altja nämns för första gången år 1465 i samband med att Annikvere och Sagadi herrgårdar gick till domstolen om rättigheter för fiskeställen nära Oandufloden.  Byn kallas då Rootsipea (rootsi betyder Sverige eller svensk). Historikern Enn Tarvel tror att byn då kanske var befolkad av estlandsvenskar (rannarootslased). Namnet Altja används för första gången 1678. Från 1699 finns det en karta där man kan se att Annikvere herrgård hade två fisketorp nära havet, utöver det fanns det ytterligare två torp. I den andra delen av byn lite längre bort från vattnet fanns det sex hus.
Senare i tiden fanns det inte ett spår om estlandssvenskar i Altja. 1835 när alla fick ta sig ett familjenamn i Estland var det mycket vanligt med svenska namn i Lahemaa (Viikholm, Grönkvist, Lillefors, Lilleberg t ex), men det behöver inte betyda att alla dessa familjer hade estlandssvensk bakgrund.     

1732-1744 var det sex familjer som bodde i Altja. 1858 var det redan tolv. Altja var en by med många krogar. I Sagadi herrgård var det fem till sju krogar på 1800-talet, av dem var tre i Altja: Paarma, Mustoja och Altkörts. År 1797 såldes det i alla krogar i Sagadi 6000 toop (ca en kanna) 50% brännvin. Mest var det sjömän, vandrare och vedsäljare som besökte krogar.                    

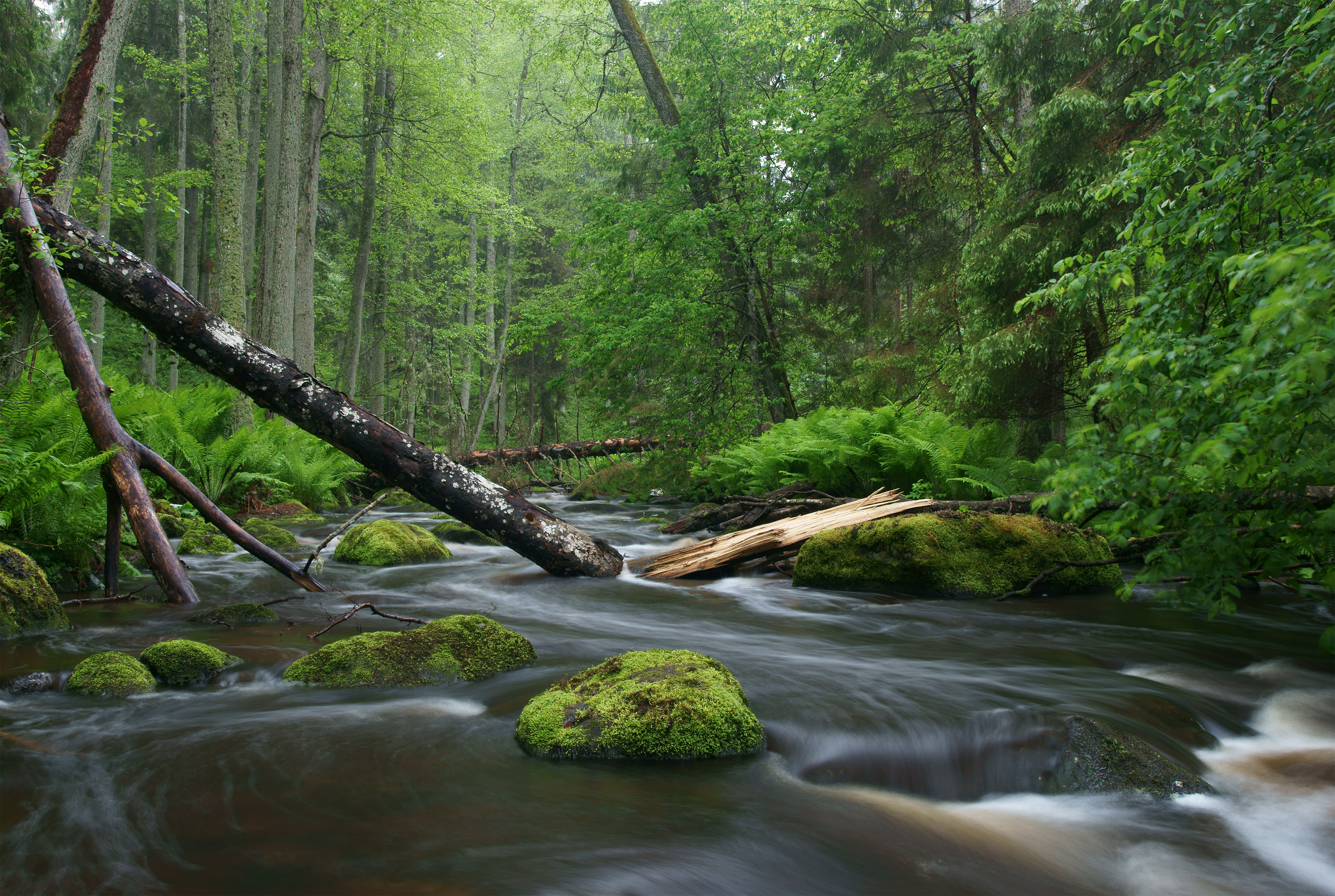
Oandu floden nära Altja

1600 - 1800-talet seglade fiskare från Lahemaa byar ofta till Finland för att fiska i skärgården under längre perioder. Från 1850-talet började man fiska nära hemmet, Fyra-fem män blev ett båtlag som rodde ut sina nät på kvällen och hämtade dem tidigt nästa morgon. Även kvinnor var ut och fiskade. På 1920-talet kom de första motorbåtarna. Redan på 1800-talet kom de första stora båtarna i byn, Körve, Paarma och Jaanirahva ägde stora tremastade båtar. Senare började man bygga egna båtar, till exempel 1902 byggdes "Marta" med tre master.                     
"Saturn" var den största båten som Altjaborna någonsin byggde, den blev färdig år 1913. Familjen Paarma hade tre söner som alla fick utbilda sig till kapten i Käsmu sjömansskola och seglade runt med familjens båtar ute på de stora haven. 1925 tog en storm alla familjens båtar på en gång.                    
Mellan år 1922 och 1933 var det populärt att handla med sprit i Lahemaa, många blev rika av att smuggla sprit till Finland. I Altja var de inga berömda smugglare, men trots det var det även där en bisyssla som lönade sig.                      
1927 fick Altja ett eget folkets hus vid stranden lite utanför byn. Altja-Mustoja lärdomssällskapet köpte ett fint sommarhus som byggdes om. Det blev ett ställe för teater, orkesterövningar, kör med mera. Huset brändes ner under andra världskriget.                        
När sovjetarmén 1939 ockuperade Estland och det blev deportationer och avrättningar, bestämde sig många från byn att fly. Båtarna åkte fram och tillbaka, först till Finland, men sedan även till Sverige. 1949 fick alla gårdar gå med på en kolchos, som senare omformades till en allt större enheter. Många lämnade byn och flyttade till städer. Det var inte lätt att försörja sig på landet, båtarna var förstörda för att ingen mer skulle kunna fly. Hela området var under bevakning av sovjetiska soldater, havet lystes upp på nätterna, taggtråden var överallt och beväpnade soldater vaktade stränderna dygnet runt.                             
Den 1 juni 1977 när Lahemaa nationalpark grundades blev Altja en av de historiska byarna som byggdes upp på nytt för att visa hur man levde i Estland. Byn blev snart ett populärt turistmål.
Idag har Altja två helt olika säsonger: under sommaren kryllar byn av folk, när det blir höst är det ca 20 invånare som stannar kvar. Det finns en krog Altja körts. och en turistgård Toomarahva.